# Хур
Хур (ромн. Cuira) је град на истоку Швајцарске и главни град кантона Граубиндена. Град лежи на десној обали Рајне и сматра се да је Хур најстарији град Швајцарске. Према подацима из 2006, Хур је имао 35.161 становника и по томе је шеснаести град по броју становника у Швајцарској.

## Географија
Хур се налази у Швајцарској, на северозападу кантона Граубиндена близу границе са кантоном Санкт Галеном. Кроз Хур тече река Рајна која је у средњом веку била важан извор воде за сзтановништво Хура. Хур је окружен планинама високима и до 2.000 m. 
У 1997 30.4% општине Хур је било под шумама. Насеља и комуникације покривају 25,1% површине, а 52% површине је било погодно за пољопривреду.

## Историја
Хур је стар преко 5000 година, и тако је он најстари град Швајцарске. Раније је Хур био под влашћу античког Рима. 
У време Реформације, Хур се придружио Реформацији и постао један од протестантских градова Швајцарске.
Када је 1803. Граубинден постао део Швајцарске конфедерације, Хур је 1820. постао главни град Граубиндена.

## Становништво
Према подацима из 2006. године, Хур је имао 35.161 становника а од тога је било 17,6% странаца.
- 1500 - око 1.500 становника
- 1860 - 3.990
- 1900 - 11.532
- 1950 - 19.382
- 1970 - 31.193
- 2000 - 32.989
- 2005 - 32.409
- 2006 - 35.161

2000. године, 81,0% становништва Хура је говорило немачки, 5,4% реторомански а 5,1% италијански.

## Саобраћај
Хур је једно веома важно транзитно место за железницу. Овде долазе возови са контејнерима који путуји даље за Аустрију или за Италију. У близини железничке станице, налази се аутобуска станица Хура.
Хур се налази 74 km југоисточно од Цириха.
Кроз Хур пролази ауто-пут А13.

## Галерија слика
- Трг у старом делу Хура
- Катедрала Св. Мартина
- Воз на путу кроз град
- Улица старог Хура зими